# Harumafuji Kōhei
Det här är en artikel om en person med japanskt personnamn; Harumafuji är familjenamnet.
Harumafuji Kōhei (japanska:日馬富士 公平), född som Davaanjamyn Bjambadordzj (mongoliska: Даваанямын Бямбадорж), tidigare känd som Ama Kōhei, född 14 april 1984 i Ulan Bator, Mongoliet, var en professionell sumobrottare och den 70:e Yokozunan.

## Sumokarriär
Harumafuji började sin sumokarriär 2001 och nådde den högsta divisionen, makuuchi, 2004. 2008 blev han den sjunde icke-japanen att uppnå ōzeki-graden och bytte i samband med det namn från Ama till Harumafuji. I september 2012 vann han sin fjärde turnering och vann med 15-0 för andra tävlingen på raken vilket gjorde att han utnämndes till Yokozuna. Han var den tredje mongolen på raken efter Asashōryū och Hakuhō att uppnå sumobrottningens högsta grad.
I november 2017 tvingades Harumafuji avsluta sin aktiva sumokarriär efter att ha erkänt att han misshandlat en annan mongolisk brottare, Takanoiwa.